# Talara dilutior
Talara dilutior là một loài bướm đêm thuộc phân họ Arctiinae, họ Erebidae.